# Disperis nemorosa
Disperis nemorosa är en orkidéart som beskrevs av Alfred Barton Rendle. Disperis nemorosa ingår i släktet Disperis och familjen orkidéer. Inga underarter finns listade i Catalogue of Life.